# Pointe Bernache
Pointe Bernache är en ö i Mauritius.   Den ligger i distriktet Rivière du Rempart, i den nordvästra delen av landet, 26 km nordost om huvudstaden Port Louis.